# La Confortable
La Confortable war ein französischer Hersteller von Automobilen, der etwa 1920 tätig war.
Das einzige Modell war ein kleines Cyclecar. Für den Antrieb sorgte ein Einzylinder-Zweitaktmotor von Train, der einen Hubraum von 344 cm³ aufwies.